# Vitslav III av Rügen
Vitslav III av Rügen, död 1325, var regerande furste av Rügen mellan 1302 och 1325.
Han har kallats den sista slaviska fursten av Rügen; han var den sista fursten av sin dynasti, eftersom hans enda son avled före honom och han efterträddes av sin systerson. 